# Amenofis II
Amenofis II o Amenhotep II fou faraó de la dinastia XVIII d'Egipte. El seu nom volia dir "Amon està satisfet"; el seu nom de tron fou Akheperure (grans són les manifestacions de Ra); el seu nom d'Horus fou Apekhti; el nebti Khakhawemipetsut; i l'Horus d'or Itisekhemefemtawnebu.
Era fill de Tuthmosis III i probablement de la reina Hatshepsut-Merytre. Des dos anys abans de la mort del seu pare ja fou associat al tron com era costum a la dinastia XVIII.
Probablement fou el regnat que va portar al país al zenit del seu poder tot i que el seu antecessor i alguns dels successors són més famosos. De jove era un gran atleta i és representat practicant tota classe d'esports; a la regió de Memfis es dedicava a l'entrenament de cavalls de l'estable reial i un gran èxit consistia a tirar una fletxa a un lloc reduït mentre anava dalt d'un carro. Aquest fet fou recordat a diverses inscripcions a Guiza i Tebes i a alguns escarabats. Un altre mèrit atribuït és que remava sis vegades més ràpid que els altres remers (sens dubte una exageració).
Al començar el seu regnat va fer alguna expedició a Síria, però no se sap quantes en va fer ni quan van ser exactament. Les seves accions militars són recordades en esteles a Amada, Memfis i Karnak. Probablement hi va haver alguna revolta a Síria i Fenícia, al país anomenat Tikhsi, que es va revoltar segurament pensant que el fill no seria un militar com el pare, cosa que sembla que era freqüent a les revoltes.
Probablement l'expedició es va fer al seu segon any, però algunes fonts la situen al setè, i altres diuen que en va fer una al segon any i una al setè. A l'estela diu que va anar a l'Orontes a la regió de Kades o Cadeix (Síria) i que va sotmetre tot darrere seu. Va avançar al nord cap a Qatna on va capturar un cos de carros de combat hurrites. Tot seguit va arribar a Niya que li va obrir les portes i on va ser molt ben rebut. A Tikhsi va capturar set prínceps que es va emportar a Egipte i als que va penjar cap per avall al vaixell i sis d'ells foren penjats després a les muralles del temple de Tebes i l'altra a les muralles de Napata, per servir d'exemple. El botí de la campanya fou 6800 peces (deben) d'or, 500000 de coure, 210 cavalls i 300 carros. Sembla que en aquesta campanya situada al seu segon o al setè any de regnat, va tenir un final que va empitjorar les relacions amb Mitanni, ja que els egipcis, en el seu retorn, van capturar un missatger hurrita enviat per Artatama I que suposadament incitava a la revolta al vassalls egipcis.
Al seu novè any va fer una altra campanya a Canaan però no va arribar més enllà del Llac Tiberíades com a molt lluny. L'estela erigida en cap moment fa cap referència hostil a Mitanni (Naharina) amb el que aparentment Egipte estava en pau i s'havien repartit la zona d'influència. A l'estela de Memfis es va esment de què el rei havia rebut regals (hetepu) de Naharina, Hatti i Sangar (Babilònia).
Se sap que Amenofis va estar en tractés per casar-se amb una filla del rei hurrita Artatama I i les relacions entre els dos països foren bones.
A part d'aquestes campanyes la resta del regnat fou totalment pacífic, fins i tot a Núbia, i es va dedicar a una política constructiva deixant la seva empremta a nombroses edificacions i temples. La seva primera construcció fou a Amada (Núbia) amb un temple dedicat a Amon i Ra-Horakhty, però en va fer per tot el país, incloent Karnak (on va seguir la política paterna d'esborrar les referències a Hatshepsut). A Tod va construir una capella per celebrar la seva corregència quan encara no era faraó.
Els seus monuments principals foren a Pnub (illa Argo), Sai, Uronarti, Kumma, Buhen, Qasr Ibrim, Sehel, Elefantina, Djebel Tingar, Djebel al-Silsila, Elkab, Armant, Karnak, Tebes (incloent el seu temple funerari), Medamud, Denderah, Guiza i Heliòpolis. De totes aquestes mereixen esment específic el temple dedicat a Horemakhet (l'Esfinx) de Guiza, i el pavelló creat a Karnak i un temple d'Amon al nord de Karnak després dedicar a Montu, entre altres construccions a l'àrea.
La seva dona principal fou suposadament Tya, que podria ser hurrita. Hi ha constància d'alguns prínceps: Tuthmosis (IV), Amenhotep, Khaemwaset (possible), Amenemopet, Ahmose, Webensenu, Nedjem, Akheperkare, Akheperure, i Iaret, entre d'altres.
El seu regnat va abraçar un període entre 1450/1425 aC fins al 1420/1400 aC. Fou enterrat a la Vall dels Reis a la tomba KV35. Fou la primera tomba trobada en la que el faraó encara era al seu sarcòfag; a la tomba els sacerdots hi havien amagat altres mòmies reials.
El va succeir el seu fill Tuthmosis IV.